# Xã Rock Creek, Quận Saunders, Nebraska
Xã Rock Creek (tiếng Anh: Rock Creek Township) là một xã thuộc quận Saunders, tiểu bang Nebraska, Hoa Kỳ. Năm 2010, dân số của xã này là 317 người.